# Latobiki
Latobiki (starogrško Λατόβικοι, latinizirano: Latobikoi) so keltsko pleme, ki je v antiki naseljevalo slovensko Posavje. Latobike omenja že Ptolemaj v svoji Geografiji. Pleme je verjetno pripadalo tavriški zvezi keltskih plemen. Po nekaterih virih naj bi se na naše ozemlje doselilo s področja današnje Češke ali Nemškega sredogorja.
Njihovo ime pomeni 'ljudje iz močvirja'. Po drugih virih naj bi bilo povezano z imenom keltskega gorskega boga Latobija (latinsko Latobius), ki so ga častili v Noriku v sedanji Avstriji. Na dveh lokacijah v Avstriji so našli šest napisov z njegovim imenom. 
V letih 35–33 pr. n. št. so latobiško ozemlje zasedli Rimljani in Latobiki so postali rimski državljani z omejenimi pravicami (peregrini). V rimskem obdobju so imeli več naselij, od katerih sta najbolj znani Praetorium Latobicorum, sedanje Trebnje in Municipium Neviodunum, sedanje Drnovo v občini Krško. Kot rimski vojaki so sodelovali pri obleganju Jeruzalema in zadušitvi judovskega upora proti Rimljanom, o čemer priča napisni kamen, odkrit v Samariji v rimski provinci Palestini.
Za Latobike so značilne žare v obliki hiše s podobo petelina na vrhu. Zanimivo je, da se je običaj, da je imel zaključni strešnik obliko petelina, v Sloveniji ohranil vse do 20. stoletja.

## Vira
- T. Knez, P. Petru, S. Škaler, Municipium Flavium Latobicorum Neviodunum, Dolenjska založba, 1961.
- P. Petru, Hišaste žare Latobikov, Narodni muzej, 1971.